# Copa de Campeones de la Concacaf 1989
La Copa de Campeones de 1989 fue la vigésima quinta edición de la Copa de Campeones de la Concacaf, torneo de fútbol a nivel de clubes más importante de Norteamérica, Centroamérica y el Caribe organizado por la Concacaf. El torneo comenzó el 14 de marzo de 1989 y culminó el 6 de febrero de 1990. Por primera vez participa un club cubano: Pinar del Río. 
La Universidad Nacional de México venció en la final a Pinar del Río de Cuba para ganar el título por tercera y última ocasión en su historia. Gracias a ello, disputó la Copa Interamericana 1989 contra Atlético Nacional de Colombia.

## Equipos participantes
En cursiva los equipos debutantes en el torneo.
| País                          | Equipo                                                                      |
| ----------------------------- | --------------------------------------------------------------------------- |
| México · 2 cupos              | Club Universidad Nacional CD Leones Negros de la Universidad de Guadalajara |
| Costa Rica · 2 cupos          | CS Herediano CS Cartaginés                                                  |
| Martinica 2 cupos             | RC Rivière-Pilote Réveil Sportif                                            |
| Honduras 2 cupos              | CD Olimpia Real CD España                                                   |
| Trinidad y Tobago 2 cupos     | Defence Force FC Trintoc FC                                                 |
| Antillas Neerlandesas 2 cupos | SV Juventus Bonaire CRKSV Jong Colombia                                     |
| El Salvador · 2 cupos         | CD Luis Ángel Firpo Cojutepeque FC                                          |
| Belice 2 cupos                | Coke Milpross Duurly's                                                      |
| Guatemala · 2 cupos           | CSD Municipal Aurora FC                                                     |
| Estados Unidos 2 cupos        | Saint Louis Busch San Francisco Greek-American AC                           |
| Guadalupe 2 cupos             | Etoile de Morne-à-l'Eau Solidarité Scolaire                                 |
| Nicaragua · 2 cupos           | América Managua FC Diriangén FC                                             |
| Haití 2 cupos                 | Aigle Rouge Tempête FC                                                      |
| Panamá · 2 cupos              | CD Plaza Amador Deportivo La Previsora                                      |
| Cuba · 1 cupo                 | FC Pinar del Río                                                            |

## Primera ronda
| Equipo Local Ida | Resultado | Equipo Visitante Ida | Ida   | Vuelta |
| ---------------- | --------- | -------------------- | ----- | ------ |
| Coke Milpross    | 4 - 1     | Diriangén            | 3 - 0 | 1 - 1  |
| América Managua  | 1 - 3     | La Previsora         | 1 - 1 | 0 - 2  |

## Segunda ronda
| Equipo Local Ida | Resultado | Equipo Visitante Ida | Ida   | Vuelta |
| ---------------- | --------- | -------------------- | ----- | ------ |
| Duurly's         | 2 - 9     | La Previsora         | 0 - 3 | 2 - 6  |
| Coke Milpross    | 2 - 5     | Plaza Amador         | 1 - 1 | 1 - 4  |

## Zona Norteamericana

### Leones Negros UDG - Saint Louis Busch
| 14 de marzo de 1989 | Saint Louis Busch | 1:0 (0:0) | Leones Negros UDG | San Luis, Estados Unidos |  |
|                     | Johnson 82'       |           |                   |                          |  |

| 25 de marzo de 1989 | Leones Negros UDG                                                                               | 8:0 (3:0) (Global 8:1) | Saint Louis Busch | Estadio Colima, Colima |  |
|                     | Vázquez 16', 48' · Mora 45', 75' · Matos Ferreira 25' · Reyes 62' · Plascencia 73' · Romero 88' |                        |                   |                        |  |

### Pumas UNAM - San Francisco Greek-American
| 22 de marzo de 1989 | San Francisco Greek-American | 2:2 (1:1) | Pumas UNAM                | Candlestick Park, San Francisco |  |
|                     | Rahimipour 40' · Atuekbu 83' |           | Salgado 25' · Negrete 50' |                                 |  |

| 19 de abril de 1989 | Pumas UNAM                                               | 5:1 (Global 7:3) | San Francisco Greek-American | Estadio Colima, Colima |  |
|                     | Gálvez 57', 67' · García 40' · Torres 70' · Misdrahi 75' |                  | Atuekbu                      |                        |  |

## Zona Centroamericana

### Primera ronda

#### Grupo A
Jugado en San Pedro Sula, Honduras.
| Equipo           | PJ | PG | PE | PP | GF | GC | Dif. | Pts. |
| ---------------- | -- | -- | -- | -- | -- | -- | ---- | ---- |
| Cartaginés       | 3  | 2  | 0  | 1  | 4  | 1  | +3   | 4    |
| Real España      | 3  | 1  | 2  | 0  | 2  | 1  | +1   | 4    |
| Luis Ángel Firpo | 3  | 0  | 2  | 1  | 1  | 2  | -1   | 2    |
| Aurora           | 3  | 0  | 2  | 1  | 2  | 5  | -3   | 2    |

| \| Fecha \| Lugar \| Local \| Resultado \| Visitante \| \| ----------- \| -------------- \| ---------------- \| --------- \| ---------------- \| \| 8 de abril \| San Pedro Sula \| Cartaginés \| 1:0 \| Luis Ángel Firpo \| \| 8 de abril \| San Pedro Sula \| Real España \| 1:1 \| Aurora \| \| 12 de abril \| San Pedro Sula \| Luis Ángel Firpo \| 1:1 \| Aurora \| \| 12 de abril \| San Pedro Sula \| Real España \| 1:0 \| Cartaginés \| \| 15 de abril \| San Pedro Sula \| Aurora \| 0:3 \| Cartaginés \| \| 15 de abril \| San Pedro Sula \| Luis Ángel Firpo \| 0:0 \| Real España \| |                |                  |           |                  |
| Fecha | Lugar          | Local            | Resultado | Visitante        |
| 8 de abril | San Pedro Sula | Cartaginés       | 1:0       | Luis Ángel Firpo |
| 8 de abril | San Pedro Sula | Real España      | 1:1       | Aurora           |
| 12 de abril | San Pedro Sula | Luis Ángel Firpo | 1:1       | Aurora           |
| 12 de abril | San Pedro Sula | Real España      | 1:0       | Cartaginés       |
| 15 de abril | San Pedro Sula | Aurora           | 0:3       | Cartaginés       |
| 15 de abril | San Pedro Sula | Luis Ángel Firpo | 0:0       | Real España      |

#### Grupo B
Jugado en Tegucigalpa, Honduras.
| Equipo      | PJ | PG | PE | PP | GF | GC | Dif. | Pts. |
| ----------- | -- | -- | -- | -- | -- | -- | ---- | ---- |
| Olimpia     | 3  | 2  | 1  | 0  | 7  | 4  | +3   | 5    |
| Herediano   | 3  | 2  | 0  | 1  | 7  | 5  | +2   | 4    |
| Municipal   | 3  | 0  | 2  | 1  | 5  | 6  | -1   | 2    |
| Cojutepeque | 3  | 0  | 1  | 2  | 3  | 7  | -4   | 1    |

| \| Fecha \| Lugar \| Local \| Resultado \| Visitante \| \| ----------- \| ----------- \| ----------- \| --------- \| ----------- \| \| 9 de abril \| Tegucigalpa \| Herediano \| 3:2 \| Municipal \| \| 9 de abril \| Tegucigalpa \| Olimpia \| 3:1 \| Cojutepeque \| \| 13 de abril \| Tegucigalpa \| Municipal \| 1:1 \| Cojutepeque \| \| 13 de abril \| Tegucigalpa \| Olimpia \| 2:1 \| Herediano \| \| 16 de abril \| Tegucigalpa \| Cojutepeque \| 1:3 \| Herediano \| \| 16 de abril \| Tegucigalpa \| Olimpia \| 2:2 \| Municipal \| |             |             |           |             |
| Fecha | Lugar       | Local       | Resultado | Visitante   |
| 9 de abril | Tegucigalpa | Herediano   | 3:2       | Municipal   |
| 9 de abril | Tegucigalpa | Olimpia     | 3:1       | Cojutepeque |
| 13 de abril | Tegucigalpa | Municipal   | 1:1       | Cojutepeque |
| 13 de abril | Tegucigalpa | Olimpia     | 2:1       | Herediano   |
| 16 de abril | Tegucigalpa | Cojutepeque | 1:3       | Herediano   |
| 16 de abril | Tegucigalpa | Olimpia     | 2:2       | Municipal   |

### Segunda ronda
Grupo jugado en Tegucigalpa, Honduras.
| Equipo      | PJ | PG | PE | PP | GF | GC | Dif. | Pts. |
| ----------- | -- | -- | -- | -- | -- | -- | ---- | ---- |
| Olimpia     | 3  | 3  | 0  | 0  | 8  | 1  | +7   | 6    |
| Herediano   | 3  | 1  | 1  | 1  | 6  | 5  | +1   | 3    |
| Real España | 3  | 1  | 0  | 2  | 3  | 6  | -3   | 2    |
| Cartaginés  | 3  | 0  | 1  | 2  | 2  | 7  | -5   | 1    |

| \| Fecha \| Lugar \| Local \| Resultado \| Visitante \| \| ----------- \| ----------- \| ----------- \| --------- \| ----------- \| \| 11 de junio \| Tegucigalpa \| Real España \| 1:3 \| Herediano \| \| 11 de junio \| Tegucigalpa \| Olimpia \| 3:0 \| Cartaginés \| \| 14 de junio \| Tegucigalpa \| Herediano \| 2:2 \| Cartaginés \| \| 14 de junio \| Tegucigalpa \| Real España \| 0:3 \| Olimpia \| \| 18 de junio \| Tegucigalpa \| Cartaginés \| 0:2 \| Real España \| \| 18 de junio \| Tegucigalpa \| Herediano \| 1:2 \| Olimpia \| |             |             |           |             |
| Fecha | Lugar       | Local       | Resultado | Visitante   |
| 11 de junio | Tegucigalpa | Real España | 1:3       | Herediano   |
| 11 de junio | Tegucigalpa | Olimpia     | 3:0       | Cartaginés  |
| 14 de junio | Tegucigalpa | Herediano   | 2:2       | Cartaginés  |
| 14 de junio | Tegucigalpa | Real España | 0:3       | Olimpia     |
| 18 de junio | Tegucigalpa | Cartaginés  | 0:2       | Real España |
| 18 de junio | Tegucigalpa | Herediano   | 1:2       | Olimpia     |

## Zona Norte/Centroamericana

### Primera ronda

#### Leones Negros UDG - La Previsora
| 12 de agosto de 1989 | La Previsora | 0:1 (0:0) | Leones Negros UDG | Estadio Revolución, Ciudad de Panamá |                                |
|                      |              |           | Guzmán 81'        | Asistencia: 6,000 espectadores       | Asistencia: 6,000 espectadores |

| 31 de agosto de 1989 | Leones Negros UDG                             | 5:5 (1:1; 2:3) (3:2 t. s.)(Global 6:5) | La Previsora                                                | Estadio Jalisco, Guadalajara   |                                |
|                      | Reyes 39', 112' · Pérez 75', 113' · Mora 108' |                                        | Linch 45', 87' · Pacheco 77' · Castillo 119' · Velasco 120' | Árbitro(s): Juan Pablo Escobar | Árbitro(s): Juan Pablo Escobar |

#### Pumas UNAM - Plaza Amador
| 20 de agosto de 1989 | Plaza Amador | 0:4 (0:2) | Pumas UNAM                              | Estadio Revolución, Ciudad de Panamá                      |                                                           |
|                      |              |           | Vera 31', 35' · Campos 55' · Patiño 84' | Asistencia: 5000 espectadores Árbitro(s): Rodrigo Badilla | Asistencia: 5000 espectadores Árbitro(s): Rodrigo Badilla |

| 27 de agosto de 1989 | Pumas UNAM                                                     | 6:0 (4:0) (Global 10:0) | Plaza Amador | Estadio Colima, Colima |  |
|                      | García 28', 41' · González 43', 65' · Patiño 13' · Negrete 79' |                         |              |                        |  |

### Segunda ronda

#### Pumas UNAM - Olimpia
| 19 de septiembre de 1989 | Olimpia     | 1:1 (0:0) | Pumas UNAM | Estadio Nacional, Tegucigalpa |  |
|                          | Galindo 73' |           | Campos 80' |                               |  |

| 3 de octubre de 1989 | Pumas UNAM                                               | 5:0 (4:0) (Global 6:1) | Olimpia | Estadio Olímpico Universitario, Distrito Federal |                              |
|                      | Campos 25', 36' · España 6' · Negrete 45+1' · García 85' |                        |         | Árbitro(s): Jorge E. Mendoza                     | Árbitro(s): Jorge E. Mendoza |

#### Herediano - Leones Negros UDG
| 12 de octubre de 1989                                                                                   | Herediano                 | 2:1 (0:0) | Leones Negros UDG | Estadio Eladio Rosabal Cordero, Heredia |                           |
| | Wanchope 74' · Rivers 80' |           | Vázquez 89'       | Árbitro(s): Freddy Burgos               | Árbitro(s): Freddy Burgos |
| El partido fue suspendido al minuto 45' por lluvia, el juego continuó el día siguiente (13 de octubre). |                           |           |                   |                                         |                           |

| 24 de octubre de 1989 | Leones Negros UDG | 1:1 (0:1) (Global 2:3) | Herediano | Estadio San Jorge, Colima     |                               |
|                       | Quirarte 80'      |                        | Chang 10' | Árbitro(s): José Carlos Ortíz | Árbitro(s): José Carlos Ortíz |

### Tercera ronda
| 1 de noviembre de 1989 | Herediano | 1:1 (0:0) | Pumas UNAM  | Estadio Eladio Rosabal Cordero, Heredia                     |                                                             |
|                        | Orta 50'  |           | Vázquez 61' | Asistencia: 4708 espectadores Árbitro(s): Víctor Chinchilla | Asistencia: 4708 espectadores Árbitro(s): Víctor Chinchilla |

| 28 de noviembre de 1989 | Pumas UNAM                                                  | 5:1 (3:0) (Global 6:2) | Herediano            | Estadio Olímpico Universitario, Distrito Federal |                              |
|                         | Campos 58', 80' · Salgado 7' · Vázquez 9' (pen.) · Vera 42' |                        | Izquierdo 63' (pen.) | Árbitro(s): Mamerto Negreros                     | Árbitro(s): Mamerto Negreros |

## Zona del Caribe

### Primera ronda
| Equipo Local Ida    | Resultado      | Equipo Visitante Ida    | Ida   | Vuelta |
| ------------------- | -------------- | ----------------------- | ----- | ------ |
| Aigle Rouge         | 1 - 1 (6-7 p.) | Etoile de Morne-à-l'Eau | 1 - 0 | 0 - 1  |
| Rivière-Pilote      | (4-3 p.) 2 - 2 | Tempête                 | 0 - 0 | 2 - 2  |
| Solidarité Scolaire | 2 - 4          | Réveil-Sportif          | 1 - 1 | 1 - 3  |

### Segunda ronda
| Equipo Local Ida | Resultado | Equipo Visitante Ida | Ida   | Vuelta |
| ---------------- | --------- | -------------------- | ----- | ------ |
| Rivière-Pilote   | 2 - 0     | Réveil-Sportif       | 2 - 0 | -      |

### Tercera ronda
| Equipo Local Ida | Resultado | Equipo Visitante Ida    | Ida   | Vuelta |
| ---------------- | --------- | ----------------------- | ----- | ------ |
| Rivière-Pilote   | 2 - 1     | Etoile de Morne-à-l'Eau | 2 - 1 | -      |

Grupo jugado en La Habana, Cuba.
| Equipo           | PJ | PG | PE | PP | GF | GC | Dif. | Pts. |
| ---------------- | -- | -- | -- | -- | -- | -- | ---- | ---- |
| Pinar del Río    | 4  | 3  | 1  | 0  | 12 | 3  | +9   | 7    |
| Trintoc          | 4  | 2  | 1  | 1  | 8  | 4  | +3   | 5    |
| Defence Force    | 4  | 2  | 1  | 1  | 3  | 1  | +2   | 5    |
| Juventus Bonaire | 4  | 1  | 1  | 2  | 4  | 13 | -9   | 3    |
| Jong Colombia    | 4  | 0  | 0  | 4  | 3  | 9  | -6   | 0    |

| \| Fecha \| Lugar \| Local \| Resultado \| Visitante \| \| ----------- \| --------- \| ---------------- \| --------- \| ---------------- \| \| 12 de julio \| La Habana \| Pinar del Río \| 6:0 \| Juventus Bonaire \| \| 12 de julio \| La Habana \| Defence Force \| 2:0 \| Jong Colombia \| \| 14 de julio \| La Habana \| Trintoc \| 1:0 \| Jong Colombia \| \| 14 de julio \| La Habana \| Pinar del Río \| 1:0 \| Defence Force \| \| 16 de julio \| La Habana \| Juventus Bonaire \| 0:0 \| Defence Force \| \| 16 de julio \| La Habana \| Trintoc \| 3:3 \| Pinar del Río \| \| 18 de julio \| La Habana \| Jong Colombia \| 0:2 \| Pinar del Río \| \| 18 de julio \| La Habana \| Juventus Bonaire \| 0:4 \| Trintoc \| \| 20 de julio \| La Habana \| Jong Colombia \| 3:4 \| Juventus Bonaire \| \| 20 de julio \| La Habana \| Defence Force \| 1:0 \| Trintoc \| |           |                  |           |                  |
| Fecha | Lugar     | Local            | Resultado | Visitante        |
| 12 de julio | La Habana | Pinar del Río    | 6:0       | Juventus Bonaire |
| 12 de julio | La Habana | Defence Force    | 2:0       | Jong Colombia    |
| 14 de julio | La Habana | Trintoc          | 1:0       | Jong Colombia    |
| 14 de julio | La Habana | Pinar del Río    | 1:0       | Defence Force    |
| 16 de julio | La Habana | Juventus Bonaire | 0:0       | Defence Force    |
| 16 de julio | La Habana | Trintoc          | 3:3       | Pinar del Río    |
| 18 de julio | La Habana | Jong Colombia    | 0:2       | Pinar del Río    |
| 18 de julio | La Habana | Juventus Bonaire | 0:4       | Trintoc          |
| 20 de julio | La Habana | Jong Colombia    | 3:4       | Juventus Bonaire |
| 20 de julio | La Habana | Defence Force    | 1:0       | Trintoc          |

### Cuarta ronda
| Equipo Local Ida | Resultado | Equipo Visitante Ida | Ida   | Vuelta |
| ---------------- | --------- | -------------------- | ----- | ------ |
| Rivière-Pilote   | 2 - 3     | Pinar del Río        | 1 - 1 | 1 - 2  |

## Final

### Ida
| 16 de enero de 1990 | Pinar del Río | 1:1 (0:0) | Pumas UNAM | Estadio Pedro Marrero, La Habana |  |
|                     | Medina 55'    |           | Vera 69'   |                                  |  |

|            | POR        | Martínez        |     |
|            | DEF        | Oswaldo Medina  |     |
|            | DEF        | Osmín Hernández |     |
|            | DEF        | Torres          |     |
|            | DEF        | Sainz           | 46' |
|            | MED        | Dacourt         |     |
|            | MED        | Reyes           |     |
|            | MED        | Rivera          |     |
|            | DEL        | Mezquia         |     |
|            | DEL        | Oswaldo Alonso  |     |
|            | DEL        | Raimundo García |     |
| Entrenador | Entrenador | Desconocido     |     |

|            | POR        | Sergio Bernal        |     |
|            | DEF        | Israel Castillo      |     |
|            | DEF        | Abraham Nava         |     |
|            | DEF        | Juan de Dios Ramírez |     |
|            | DEF        | Claudio Suárez       |     |
|            | MED        | Marcos Misdrahi      | 71' |
|            | MED        | Miguel España        |     |
|            | MED        | Manuel Negrete       |     |
|            | DEL        | Jorge Campos         |     |
|            | DEL        | Luis García Postigo  |     |
|            | DEL        | Juan Carlos Vera     |     |
| Entrenador | Entrenador | Miguel Mejía         |     |

|  | DEF | Cata | 46' |

|  | DEL | David Patiño | 71' |

| Anotado | 55' | Oswaldo Medina | 1:0 |

| Anotado | 69' | Juan Carlos Vera | 1:1 |

| Árbitro | Desconocido |

|            | POR        | Martínez        |     |
|            | DEF        | Oswaldo Medina  |     |
|            | DEF        | Osmín Hernández |     |
|            | DEF        | Torres          |     |
|            | DEF        | Sainz           | 46' |
|            | MED        | Dacourt         |     |
|            | MED        | Reyes           |     |
|            | MED        | Rivera          |     |
|            | DEL        | Mezquia         |     |
|            | DEL        | Oswaldo Alonso  |     |
|            | DEL        | Raimundo García |     |
| Entrenador | Entrenador | Desconocido     |     |

|            | POR        | Sergio Bernal        |     |
|            | DEF        | Israel Castillo      |     |
|            | DEF        | Abraham Nava         |     |
|            | DEF        | Juan de Dios Ramírez |     |
|            | DEF        | Claudio Suárez       |     |
|            | MED        | Marcos Misdrahi      | 71' |
|            | MED        | Miguel España        |     |
|            | MED        | Manuel Negrete       |     |
|            | DEL        | Jorge Campos         |     |
|            | DEL        | Luis García Postigo  |     |
|            | DEL        | Juan Carlos Vera     |     |
| Entrenador | Entrenador | Miguel Mejía         |     |

|  | DEF | Cata | 46' |

|  | DEL | David Patiño | 71' |

| Anotado | 55' | Oswaldo Medina | 1:0 |

| Anotado | 69' | Juan Carlos Vera | 1:1 |

| Árbitro | Desconocido |

#### Vuelta
| 6 de febrero de 1990 | Pumas UNAM                                | 3:1 (2:1) (Global 4:2) | Pinar del Río     | Estadio Olímpico Universitario, Distrito Federal |                                |
|                      | Vera 8' · Campos 37' · Negrete 61' (pen.) |                        | García 45' (pen.) | Árbitro(s): Juan Pablo Escobar                   | Árbitro(s): Juan Pablo Escobar |

|            | POR        | Sergio Bernal        |     |
|            | DEF        | Israel Castillo      |     |
|            | DEF        | Juan de Dios Ramírez |     |
|            | DEF        | Claudio Suárez       |     |
|            | DEF        | Eduardo Medina       |     |
|            | MED        | Miguel España        | 66' |
|            | MED        | Alberto García Aspe  |     |
|            | MED        | Manuel Negrete       |     |
|            | DEL        | Jorge Campos         |     |
|            | DEL        | Luis García Postigo  | 80' |
|            | DEL        | Juan Carlos Vera     |     |
| Entrenador | Entrenador | Miguel Mejía         |     |

|            | POR        | Martínez        |     |
|            | DEF        | Oswaldo Medina  |     |
|            | DEF        | Cata            |     |
|            | DEF        | Torres          |     |
|            | DEF        | Sainz           | 75' |
|            | MED        | Dalcourt        |     |
|            | MED        | Reyes           | 63' |
|            | MED        | Rivera          |     |
|            | DEL        | Mezquía         |     |
|            | DEL        | Oswaldo Alonso  |     |
|            | DEL        | Raimundo García |     |
| Entrenador | Entrenador | Desconocido     |     |

|  | MED | Marcos Misdrahi | 66' |
|  | DEL | David Patiño    | 80' |

|  | MED | Del Pino | 63' |
|  | MED | Perez    | 75' |

| Anotado         | 8'  | Juan Carlos Vera | 1:0 |
| Anotado         | 37' | Jorge Campos     | 2:0 |
| Anotado · Penal | 61' | Manuel Negrete   | 3:1 |

| Anotado · Penal | 45' | Raimundo García | 2:1 |

| Árbitro             | Juan Pablo Escobar |
| Árbitros asistentes | Edgardo Codesal    |
|                     | Arturo Brizio      |

|            | POR        | Sergio Bernal        |     |
|            | DEF        | Israel Castillo      |     |
|            | DEF        | Juan de Dios Ramírez |     |
|            | DEF        | Claudio Suárez       |     |
|            | DEF        | Eduardo Medina       |     |
|            | MED        | Miguel España        | 66' |
|            | MED        | Alberto García Aspe  |     |
|            | MED        | Manuel Negrete       |     |
|            | DEL        | Jorge Campos         |     |
|            | DEL        | Luis García Postigo  | 80' |
|            | DEL        | Juan Carlos Vera     |     |
| Entrenador | Entrenador | Miguel Mejía         |     |

|            | POR        | Martínez        |     |
|            | DEF        | Oswaldo Medina  |     |
|            | DEF        | Cata            |     |
|            | DEF        | Torres          |     |
|            | DEF        | Sainz           | 75' |
|            | MED        | Dalcourt        |     |
|            | MED        | Reyes           | 63' |
|            | MED        | Rivera          |     |
|            | DEL        | Mezquía         |     |
|            | DEL        | Oswaldo Alonso  |     |
|            | DEL        | Raimundo García |     |
| Entrenador | Entrenador | Desconocido     |     |

|  | MED | Marcos Misdrahi | 66' |
|  | DEL | David Patiño    | 80' |

|  | MED | Del Pino | 63' |
|  | MED | Perez    | 75' |

| Anotado         | 8'  | Juan Carlos Vera | 1:0 |
| Anotado         | 37' | Jorge Campos     | 2:0 |
| Anotado · Penal | 61' | Manuel Negrete   | 3:1 |

| Anotado · Penal | 45' | Raimundo García | 2:1 |

| Árbitro             | Juan Pablo Escobar |
| Árbitros asistentes | Edgardo Codesal    |
|                     | Arturo Brizio      |

|                                |
| Bandera de México              |
| Campeón Pumas UNAM 3.er título |